# Argiope appensa
Argiope appensa är en spindelart som först beskrevs av Charles Athanase Walckenaer 1842.  Argiope appensa ingår i släktet Argiope och familjen hjulspindlar. Inga underarter finns listade i Catalogue of Life.

## Bildgalleri

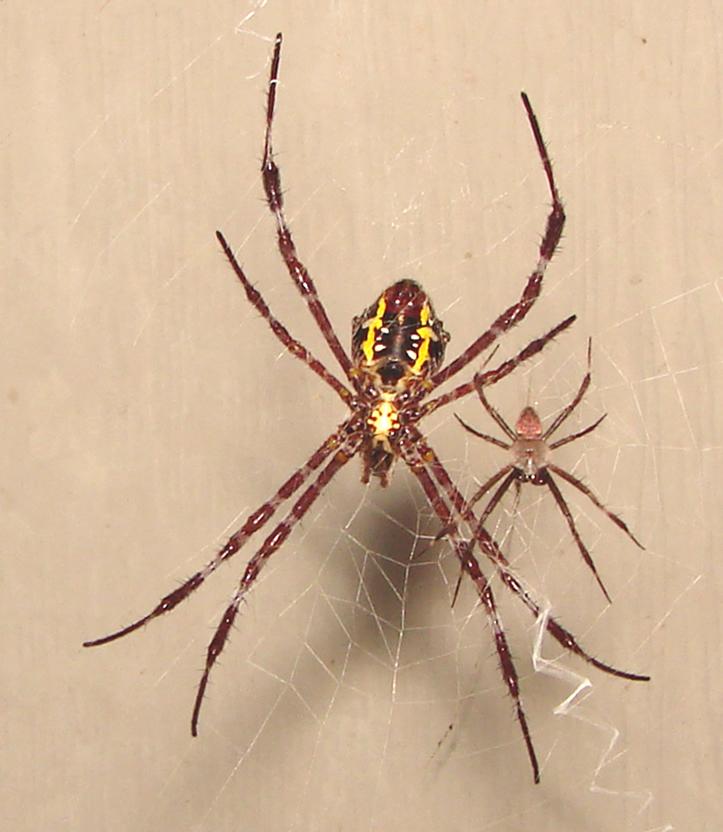
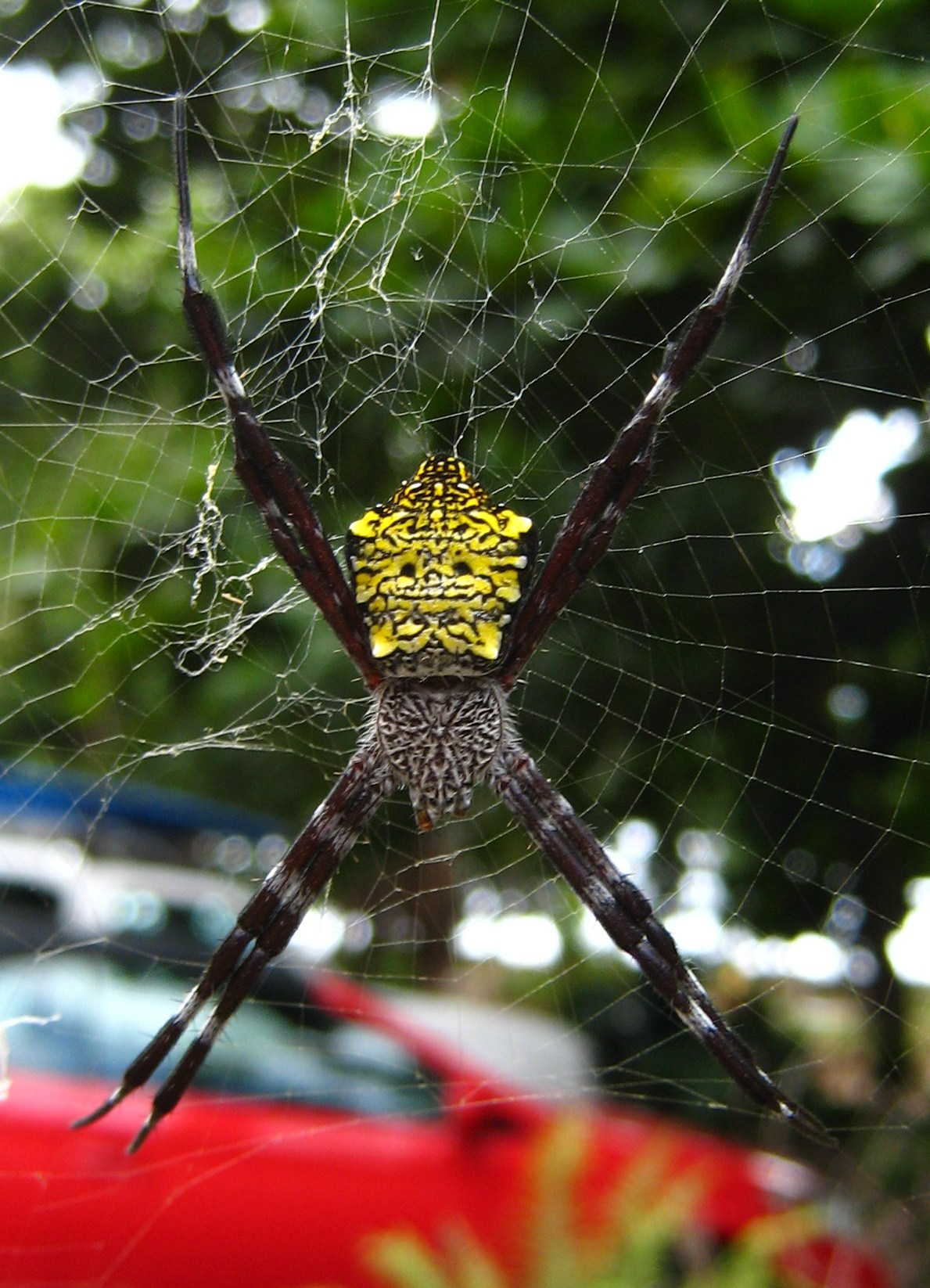
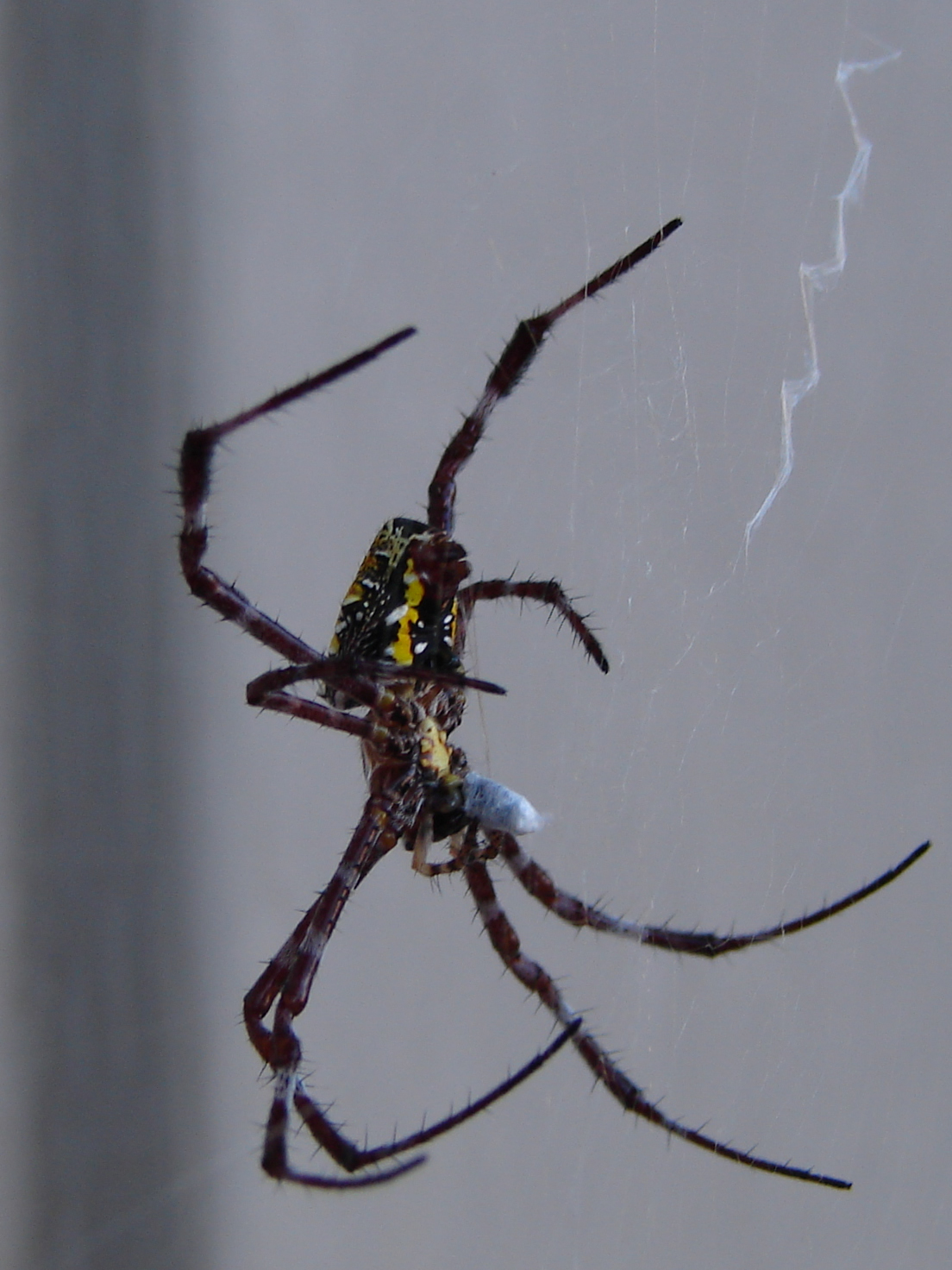
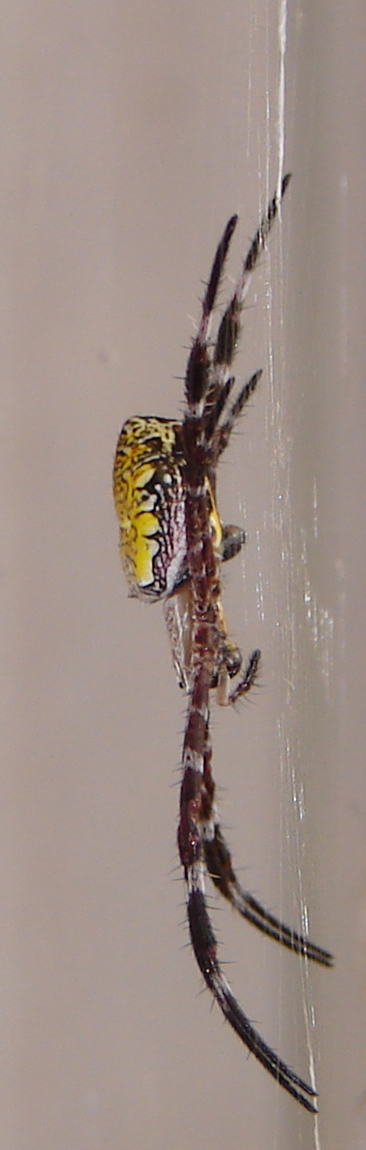
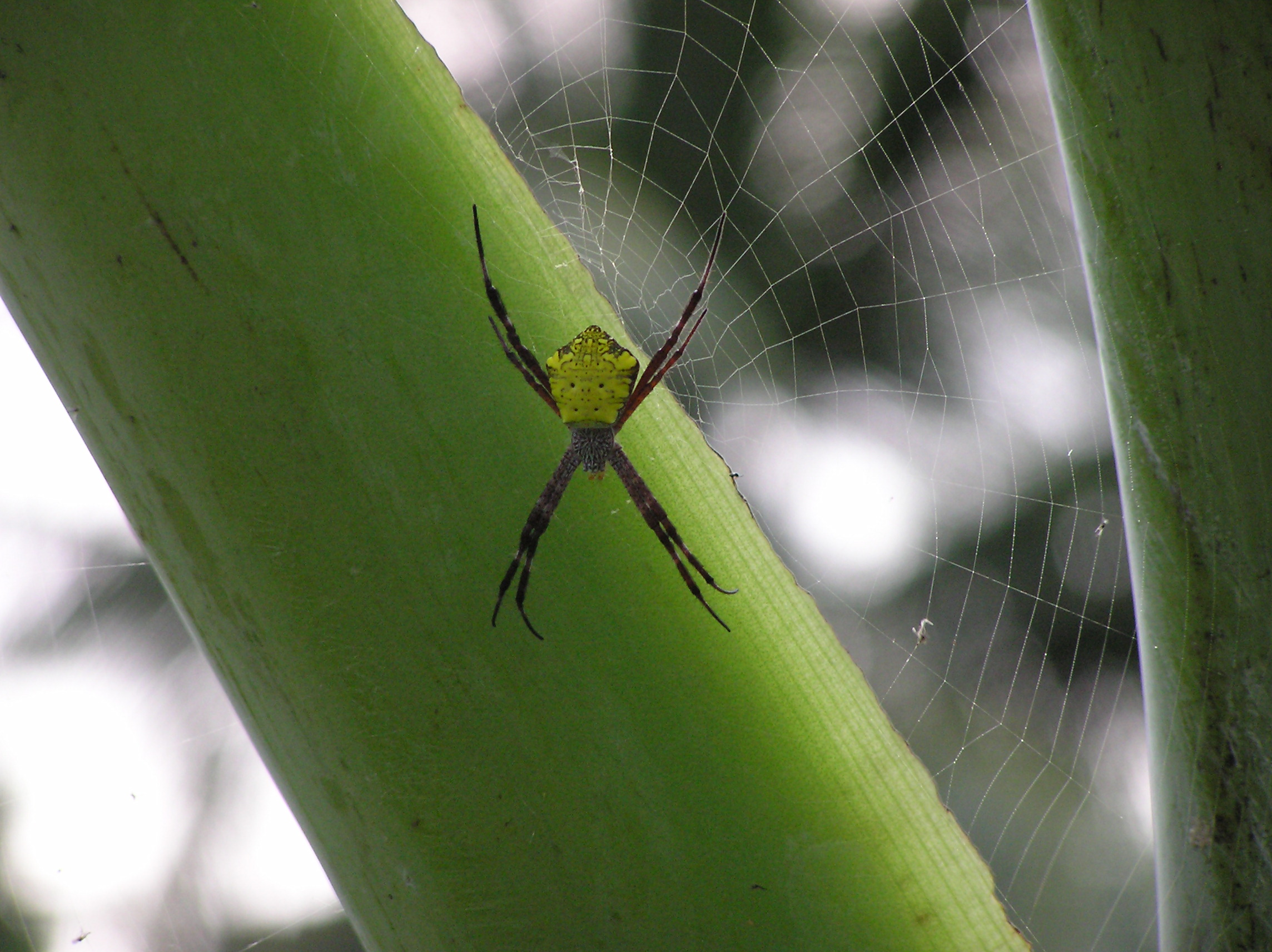
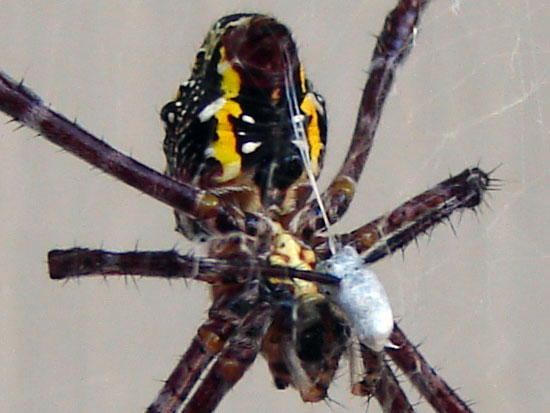